# يوغي ملك اللعبة
يوغي آوه (遊☆戯☆王 ,Yū☆gi☆ō? - ملك الألعاب بالمعنى الحرفي) سلسلة مانغا يابانية من تأليف كازكي تاكاهاشي، وأنتج منها فيما بعد سلسلة أنمي ولعبة أوراق تسمى مبارزة الوحوش والعديد من ألعاب الفيديو. وقد تمت دبلجة الأنمي للغة الإنجليزية واللغة العربية وعرض على قناة إم بي سي 3 وغيرها من القنوات العربية، ولقي شعبية واسعة في أوساط المهتمين بالأنمي في الوطن العربي، وانتشرت الألعاب والبطاقات المتعلقة بالمسلسل وانتشرت لعبة مبارزة الوحوش عبر الإنترنت.
وكذلك حصلت عدة بطولات في عدة أماكن في الوطن العربي والعالم.

## القصة

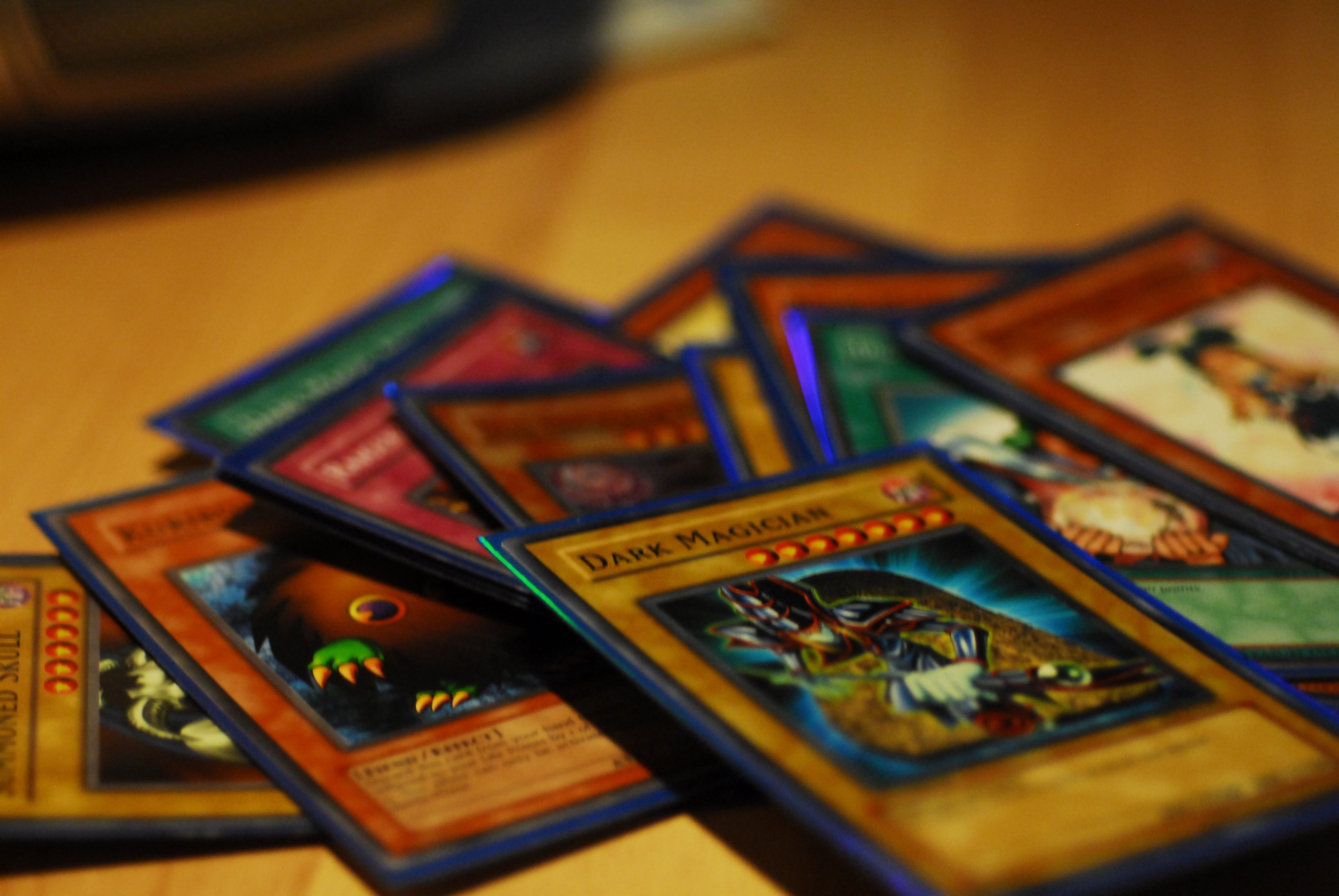
بعض بطاقات يو غي أوه!

### الموسم الأول
منذ زمن بعيد عندما كانت الأهرام ما تزال فتية، الملوك المصريين لعبوا لعبة ذات قوة كبيرة ومخيفة. لقد خاضوا معارك مع السحر والوحوش للثراء والمجد، ومن خلال ألعاب الظل اشتعلت حرب هددت بتدمير العالم. حتى أتى فرعون قوي وشجاع اسمه اتيم قام بسجن السحر الأسود، قام بسجنه للأبد من خلال قطع الألفية الأسطورية، ولكن حتى الأبدية لا تبقى للأبد.
لم يكن ليحصل ذلك أبدا ً، ولخمسة آلاف سنة لم يحصل أبدا ً، أسرار أحجية ألفية (و هي واحدة من سبع قطع ألفية) بقيت بعيدة المنال بشكل آمن من خلال تصميمها الهندسي الصعب والمميز.
ولكن بنسبة لصبي اسمه يوغي موتو، قد لعب القدر دورا ً لجمع هذ الأحجية وهذا الشخص معا ً.
وعندما حل يوغي موتو هذه الأحجية ارتبط مصيره بمصير فرعون يسكن داخل هذه الأحجية وهو الذي أنقذ العالم منذ 5000 سنة ! ولكن لسوء الحظ فإن هذا الفرعون قد فقد ذاكرته حتى أنه نسي اسمه الذي هزم به ألعاب الظل، واسمه الحقيقي اتيم، وبحل لغز الأحجية تعود ألعاب الظل من جديد لتنجز ما بدأت به منذ 5000 سنة لتدمير العالم !
عندما حل الفتى يوغي موتو سر الأحجية وارتبط مصيره بمصير الفرعون كان يجب عليه أن يواجه المتاعب ولكن لن يواجهها لوحدة بل كان معه أصدقاء وهم تيا وتريستن وجوي.
في البداية تحدى المبارز سيتو كايبا بطل مبارزة الوحوش جد يوغي وهو البروفسور سلمون موتو عالم الآثار المصرية وهو يتملك متجر لبطاقات الوحوش، وكان هدف سيتو كايبا هو ورقة لدى سلمون موتو وهي التنين الأبيض أزرق العينين وهي ورقة نادرة لا توجد منها إلا أربع أوراق فقط ثلاث منها مع سيتو كايبا وأخرى مع سلمون موتو، وتبارز كايبا مع سلمون بعد إكراه كايبا لسلمون للمبارزة، وخسر سلمون المبارزة أمام كايبا ومزق كايبا ورقة التنين الأبيض أزرق العينين أمام جد يوغي مما أدى أن يوغي قرر أن يتحدى كايبا لينتقم لجده، وفاز يوغي على ستيو كايبا بواسطة ورقة تسمى (اكسوديا)و هذه الورقة مكونة من خمسة اوراق ولكن ايفل وهو أحد الشخصيات في المسلسل يخدع يوغي ويرميها في البحر فيما بعد ونزع اللقب من كايبا، وهذا الأمر لفت الكثير من الناس ومنهم ماكس مليون بيغاسوس مخترع مبارزوة الوحوش، وحامل عين الألفية إحدى قطع الألفية.
بعدما هزم يوغي المبارز سيتو كايبا أرسل ماكس مليون بيغاسوس له شريط فديو ليبارز الفرعون من خلال شريط الفيديو وللأسف فاز بيغاسوس وحجز طيف جد يوغي إلى مملكة الظل أو عالم الظل، وهذا دافع ليوغي للمشاركة في بطولة مملكة المبارزيين Duelist Kingdom ليحرر جده من مملكة الظل، وليهزم ماكس مليون بيغاسوس الذي هو أيضا يسعى وراءة أحجية يوغي.

### الموسم الثاني
معركة المدينة (الإنكليزية: Battle City) هي بطولة لمبارزة الوحوش في أنمي ومانغا يوغي يوه، قام بتنظيمها سيتو كايبا للإيقاع بصائدي النوادر، حيث أخبرته إشيزو إشتار أن صائدو النوادر يملكون اثنتين من أوراق الآلهة المصرية وأعطته الورقة الثالثة، لذا نظم البطولة كي يستدرجهم للحصول على الورقتين منهم. بدأت البطولة في بداية الجزء الثاني من يوغي يوه، وانتهت بنهاية الجزء الثالث من نفس المسلسل. واستخدم في هذة البطولة قرص المبارزة هو نظام محمول مدعم بأجهزة عرض صور ثلاثية الأبعاد، وهو يستخدم في مبارزة الوحوش وفقاً لما جاء في الحلقات. مخترع القرص في المسلسل هو سيتو كايبا، وظهر لأول مرة في الجزء الأول حيث خاض به كايبا مبارزة مع كل من جوي ثم بيغاسوس وأخيراً يوغي. وفي الجزء الثاني ظهر الشكل المطور منه والذي تم استخدامه في بطولة معركة المدينة، وتطور شكله في الأجزاء التالية. قامت شركة كونامي بإنتاج نموذج لقرص المبارزة وطرحته للأسواق، لكن القرص المنتج لا يعرض الصور ثلاثية الأبعاد.

## الأصوات
- عبدو حكيم - يوغي موتو، يامي يوغي/الفرعون
- بديع أبو شقرا - جوي ويلر
- فادي الرفاعي - سيتو كايبا
- حسن حمدان - ريو باكورا، سولومون موتو، ماكسيميليون بيحاسوس
- نبيل عساف - تريستن تيلر
- إيمان بيطار - تيا غاردنر، موكوبا كايبا
- ديانا إبراهيم
- شادي حداد
- نيكول سابا - ماي فالنتاين
- سهير ناصر الدين
- لارا حتى
- نيفين السيد
- علي حجازي
- حنان مقلد
- لارا عواضة
- فؤاد شمص - جوي ويلر، مريك إشتار، ريو باكورا
- هشام أبو سليمان - جوي ويلر
- عدي رعد - دارتز

## الفروق بين الأنمي الياباني والدوبلاج الإنجليزي والعربي
تستند الدبلجة العربية إلى النسخة المحورة التي أنتجتها شركة فور كيدز بالإنجليزية. تم تغيير بعض عناصر الحبكة مثل موت المبارزين بالإضافة إلى عناصر مهمة من القصة تم تحريفها، وأتيم التي ترجمت بالعربية إلى فرعون.
يوغي موتو: اسمه باليابانية الأصلي أيضا يوغي،
جوي ويلر:اسمه باليابانية الأصلي جونوتشي،
تيا بانر: اسمها بالياباني الأصلي أنزو
ترستن تايلر: اسمه باليابانيه الأصلي هوندا.
ماريك : اسمه باليابانية مالك.
وقد تم تقطيع الكثير من المقاطع في النسخة الإنجليزية.. وتغيرت المؤثرات.. بالإضافة إلى تغيير اسم لعبة الظلام إلى لعبة الظل.

## وصلات خارجية
- يوغي يو! على موقع الموسوعة البريطانية (الإنجليزية)